# Stanisław Alexandrowicz (inżynier)
Stanisław Alexandrowicz (ur. 6 października 1870 we Lwowie, zm. 22 lipca 1934 koło Jastarni) – polski inżynier budowlany, wieloletni dyrektor wodociągów we Lwowie.

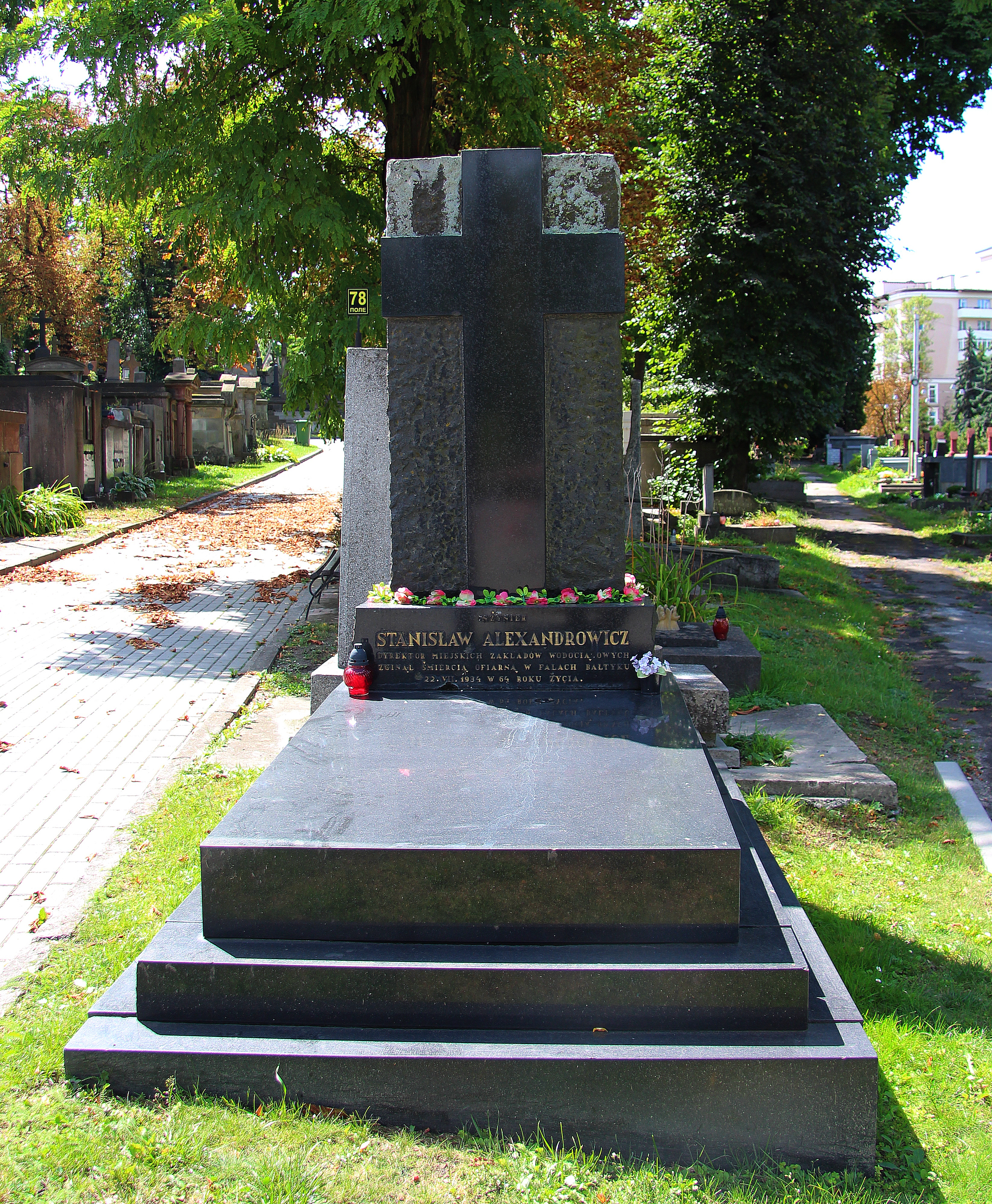
Nagrobek Stanisława Alexandrowicza

## Życiorys
Urodził się 4 lub 6 października we Lwowie. Ukończył we Lwowie szkołę realną. Następnie ukończył studia na Wydziale Inżynierii Szkoły Politechnicznej w 1893. Od 1893 pracował w Urzędzie Budowniczym Magistratu miasta Lwowa, biorąc udział w pracach przy budowie miejskiej sieci wodociągów. W 1894 został skierowany do wojska, skąd po roku został nominowany na inżyniera wojskowego. W 1895 przez okres pół roku był zatrudniony w Krajowym Biurze Drogowym. Od 1896 ponownie pracował w Urzędzie Budowniczym Magistratu miasta Lwowa w dziale drogowym i kanałowym. Opracował szereg projektów, w tym drogi do Brzuchowic, urządzeń kanalizacyjnych i rzeźni miejskiej. W 1898 został delegowany przez zarząd miejski do Szwajcarii, Niemiec i Austrii, gdzie zarówno studiował wiedzę o urządzeniach wodociłgowych jak też pracował  boku inż. Oskara Smrekera – w jego biurze w Mannheim oraz przy budowie wodociągów tegoż w Rheinau. W marcu 1899 rozpoczął budowę wodociągów miasta Lwowa z ujęciem wody w Woli Dobrostańskiej. Budowa została ukończona w 1901 i wówczas decyzją rady miejskiej we Lwowie Alexandrowicz został powołany na kierownika Zakładu Wodociągów, a w 1904 na stanowisko dyrektora, sprawując je przez 30 lat. Szczególne zasługi w tym zakresie odniósł podczas I wojny światowej i następczej wojny polsko-ukraińskiej. W niepodległej II Rzeczypospolitej od 1922 do 1925 dokonał budowy nowego ujęcia wody w Szkle. W 1927 podjął budowę stacji przepompowywania w Karaczynowie, a w 1928 nowego ujęcia i stacji pomp w Woli Dobrostańskiej pod Wielkopolem. Zainicjował wprowadzenie wodomierzy we Lwowie, dokonane w latach 1928-1929. W latach 1931–1933 wybudował około 60 studzien na terenie podlwowskich gmin. Zaprojektował nowy wodociąg dla Gródka, Kamienobrodu i Lubienia.
Od 1896 był członkiem Polskiego Towarzystwa Politechnicznego we Lwowie, zasiadał w jego zarządzie (Wydziale Głównym), w 1909 pełnił funkcję wiceprezesa Towarzystwa. Udzielał się także w działalności w szerszym zasięgu. Był współzałożycielem Polskiego Instytutu Wodociągowo-Kanalizacyjnego w Warszawie w 1926. Przystąpił do Zrzeszenia Gazowników i Wodociągów Polskich, później zostając członkiem zarządu tegoż, a w 1929 wiceprezesem. Był członkiem Związku Gospodarczego Gazowni i Zakładów Wodociągowych w Państwie Polskim, od 1929 jego wiceprezesem. Uczestniczył w pracach wielu gremiów branżowych, w tym był członkiem Polskiego Komitetu Normalizacyjnego. Zasiadał w komitecie redakcyjnym czasopisma „Gaz i Woda”. Ogłosił m.in. artykuł Wodociąg lwowski („Przegląd Hygieniczny”, Lwów 1902).
Przez swoje zaangażowanie w tej sferze rozpoczął nad sobą niejako kult wśród ludności Lwowa. Za swoją pracę otrzymywał podziękowania od rady miejskiej we Lwowie w latach 1901, 1918, 1928, 1932, 1933. 27 listopada 1929 został odznaczony Krzyżem Oficerskim Orderu Odrodzenia Polski „za zasługi na polu pracy narodowej, zawodowej i naukowej”.
Podczas urlopu 22 lipca 1934 utonął w Bałtyku przy próbie ratowania tonącej kobiety (według innej relacji ratując kilka osób). Został pochowany w alei zasłużonych na cmentarzu Łyczakowskim we Lwowie 26 lipca 1934. Pogrzeb został zorganizowany na koszt miasta Lwowa.